# ITV 뉴스 (텔레비전 프로그램)
iTV 뉴스는 2004년까지 방송되었던 iTV 경인방송의 뉴스 프로그램이다.
2004년 11월 14일 iTV 파업으로 인해 종영하였다.
2007년 12월 28일 OBS경인TV 개국과 함께 방영하였다.

## 역대 앵커
- 선우경
- 조진영
- 이상희
- 박근혜
- 임동석
- 문영민

## 방송 시간
| 방송 채널 | 방송 시간                         |
| --------- | --------------------------------- |
| iTV       | 매주 평일 아침 6:00 ~ 아침 6:10   |
| iTV       | 매주 주말 아침 8:00 ~ 아침 8:10   |
| iTV       | 매주 평일 오전 10:00 ~ 오전 10:10 |
| iTV       | 매주 주말 낮 12:00 ~ 낮 12:10     |
| iTV       | 매주 평일 오후 4:00 ~ 오후 4:10   |
| iTV       | 매주 주말 오후 5:00 ~ 오후 5:10   |